# Handfeuerwaffe

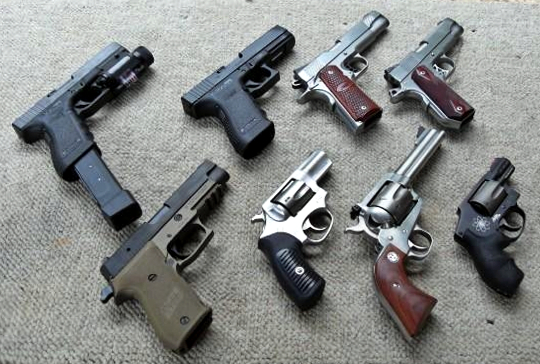
Verschiedene Handfeuerwaffen

Handfeuerwaffe ist ein Begriff zur Typologie von Waffen. Die Bezeichnung steht für eine von einer einzelnen Person tragbare und ohne weitere Personen oder zusätzliche Hilfsmittel, wie z. B. Lafetten, einsetzbare Feuerwaffe mit einem allgemein unter 20 mm liegenden Kaliber. 
Im Bereich der Legaldefinitionen sind unterschiedliche Einteilungen für Kleinwaffen bekannt. In der deutschen Gesetzgebung unterscheidet man Langwaffen (mit Lauf und geschlossenem Verschluss länger als 30 cm und kürzeste bestimmungsgemäß verwendbare Gesamtlänge größer als 60 cm) und Kurzwaffen (alle anderen; auch als Faustfeuerwaffen bezeichnet).

## Klassifizierung

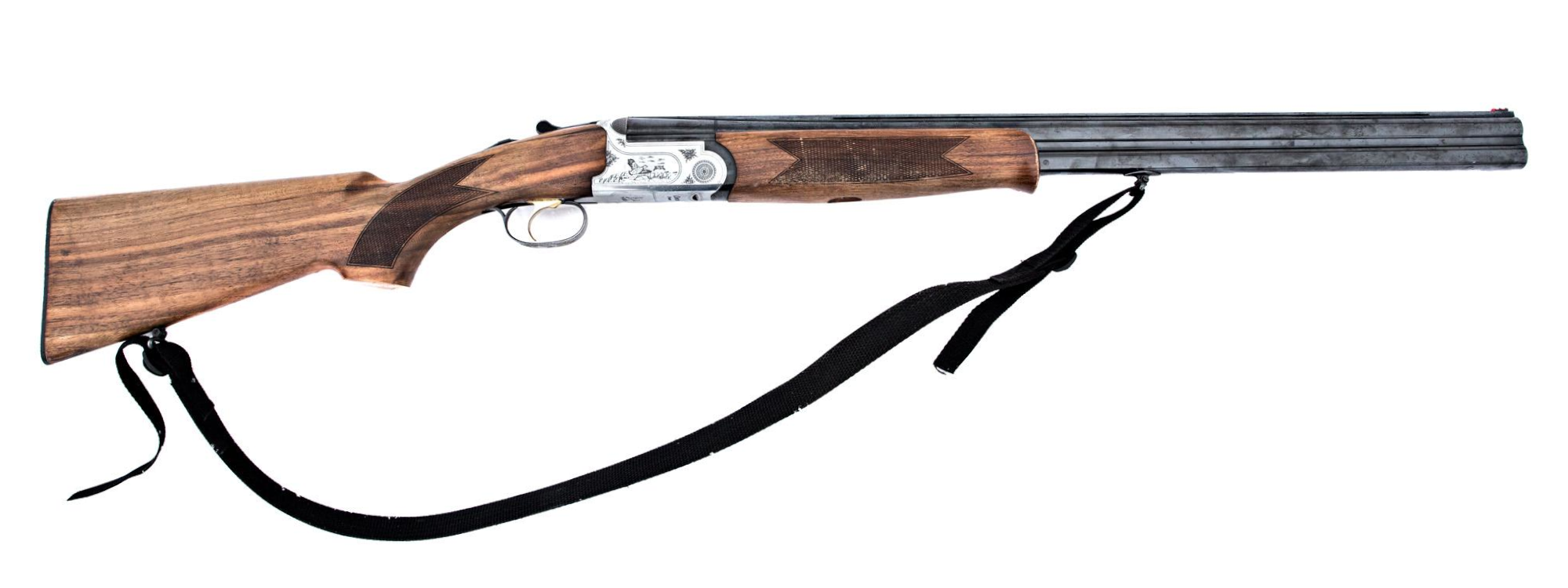
Klassische Bockflinte im Kaliber 12

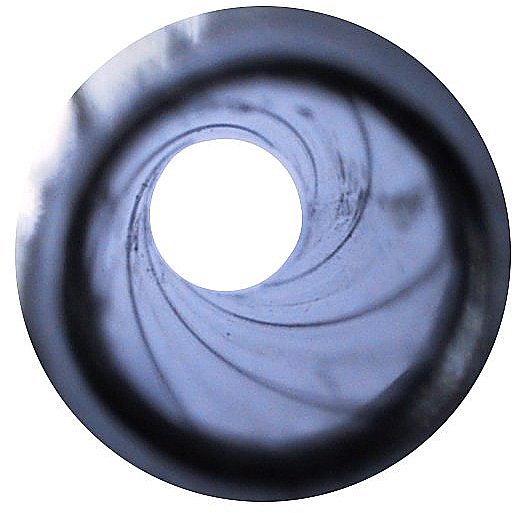
Gezogener Lauf, charakteristisch die Felder, die durch die sogenannten Züge getrennt sind.

Die Unterscheidung wird vorgenommen:
- Nach der Handhabung mit
  - zwei Händen in Gewehre wie Büchse oder Flinte oder
  - einer Hand (Faustfeuerwaffen) wie Pistole oder Revolver
- Nach der Machart des Laufes oder der daraus zu verschießenden Munitionssorte in Büchse mit gezogenem Lauf und Flinte mit glattem Lauf.
- Nach Länge und Kaliber oder Zündmechanismus in Arkebuse, Muskete, Gewehr, Karabiner und Pistole.
- Nach der Form des Nachladens in Einzellader, Repetierer und Selbstladewaffe, wobei es bei den einzelnen Formen verschiedene Techniken gibt.
- Spezielle Formen mit der Möglichkeit zum Dauerfeuer sind nach Kaliber bzw. der Art der verschossenen Munition eingeteilt in Maschinenpistole, Maschinenkarabiner (auch als Sturmgewehr bezeichnet) und Maschinengewehr (wobei dieses grundsätzlich von einem Zweibein oder einer Lafette geschossen wird).
- Nach der Art der Treibladung in Schwarzpulverwaffen und solchen mit modernen rauchschwachen Pulvern sowie Windbüchsen
- Nach der Art, wie die Waffe geladen wird in Vorder- und Hinterlader mit Patronen

## Feuerwaffen
Die ältesten Feuerwaffen waren sehr klein und noch nicht richtig in Handfeuerwaffen und Geschütze aufzugliedern. Partington wies 1960 nach, dass der angebliche Ersteinsatz von Feuerwaffen 1325 vor Metz eine Fälschung darstellt. Die erste Darstellung einer Feuerwaffe (Kanone) durch Walter de Milemete datiert auf 1326. Dagegen beweist die Friauler Chronik, dass 1331 erstmals deutsche Ritter bei der erfolglosen Bestürmung der norditalienischen Stadt Cividale del Friuli solche Waffen einsetzten, wobei hier bemerkenswerterweise schon zwischen Handrohr und Geschütz unterschieden wurde. Die Rohre wurden aus Bronze gegossen; bei den Geschützrohren teils sogar geschmiedet. Anfangs wurden Steine und verdämmte Pfeile, um 1340 auch schon Bleikugeln verschossen.

## Erste Handfeuerwaffen

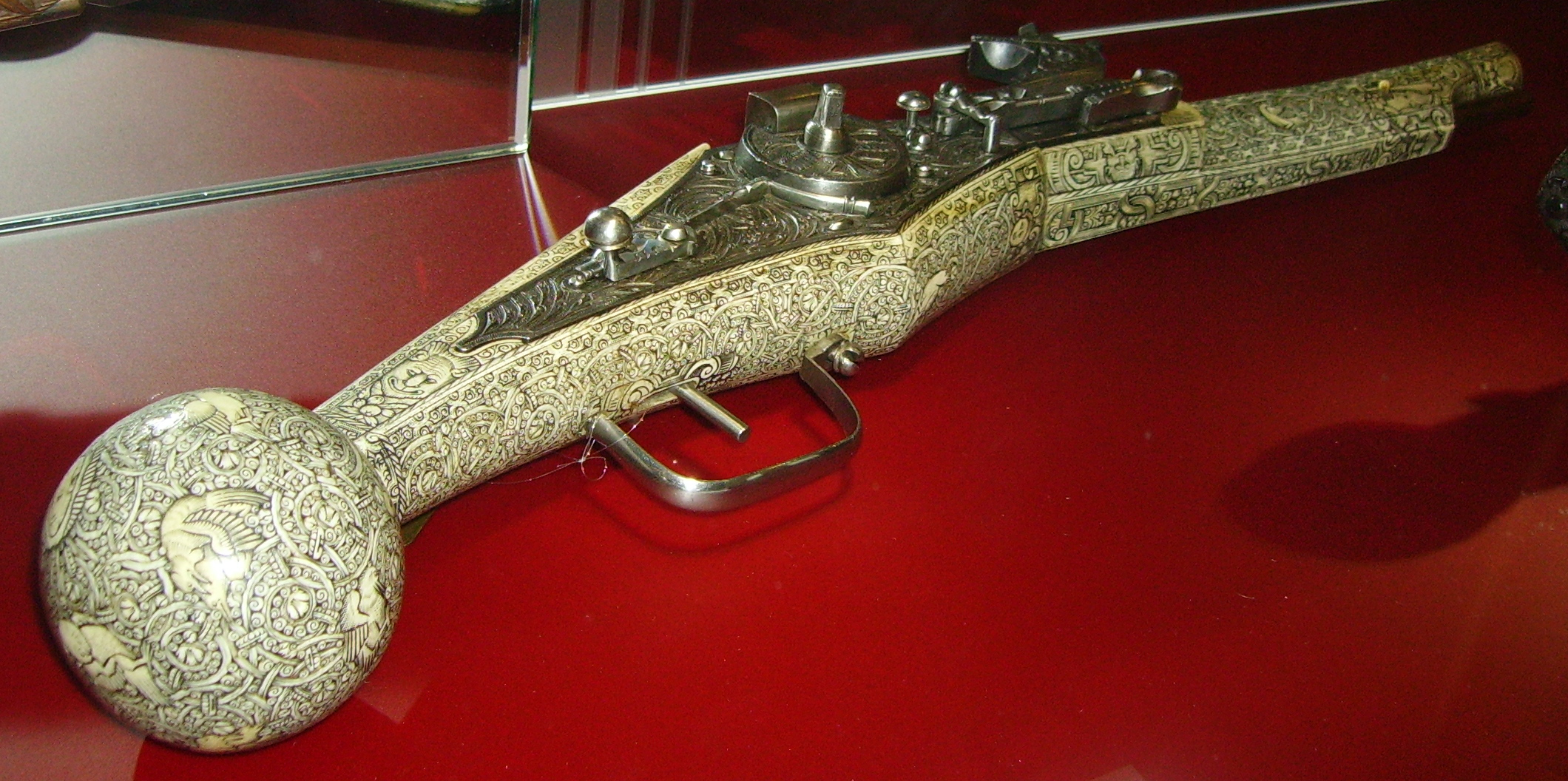
Radschlosspistole mit Keulengriff
Waffenmuseum Suhl

Die älteste bekannte Feuerwaffe ist die Heilongjiang-Büchse aus China, eine Handfeuerwaffe, die spätestens vor 1290 angefertigt wurde. Die ersten Handfeuerwaffen (Handrohr bzw. Handbüchse) waren Vorderlader. Die um 1350 zuerst in Europa gebauten Handfeuerwaffen wurden in Analogie zu den Geschützen durch das Zündloch direkt mit einer glimmenden Lunte gezündet. Die Entwicklung der Handfeuerwaffen machte mit der Erfindung des Luntenschlosses (1411) einen ersten Fortschritt. Die Lunte glimmt nach dem Anzünden. Mittels eines Schnappmechanismus wird beim Betätigen des Abzuges die glimmende Lunte an das Schießpulver gedrückt und führt zur Zündung. Damit ist der Schütze nicht mit dem Zünden, sondern nur mit dem Zielen befasst. Die folgende Einführung des Visiers, von Kimme und Korn sowie der gezogenen Läufe um 1493 verbesserten die Zielgenauigkeit enorm. Da die gezogenen Läufe jedoch erhebliche Nachteile bei dem Ladevorgang hatten, war noch bis Mitte des 19. Jahrhunderts die Glattrohr-Muskete das Standardgewehr. Ab 1517 wurde das relativ komplizierte Radschloss für Luxuswaffen verwendet, das den Vorteil hatte auf die brennende Lunte verzichten zu können.
Bei der Schlacht von Cerignola (1503) bestimmte erstmals der Einsatz von Handfeuerwaffen den Gefechtsverlauf. Als Cortés 1519 aufbrach, das Reich der Azteken zu erobern, besaßen seine 508 Soldaten neben Bronzegeschützen auch 13 Arkebusen.
Die Steinschlosswaffen ersetzten ab 1650 die Luntenschlossmechanik, indem ein Feuerstein den Zünd-Funken schlug. Beim Perkussionsschloss, 1807 erfunden, wird Knallpulver zum Zünden verwendet. Seit 1831 trat das Knallquecksilber allgemein als Zündmittel in Erscheinung, das, in Kupferzündhütchen in wenigen Milligramm eingebaut, durch seine Schlagempfindlichkeit eine Stichflamme auf das Pulver übertragen konnte. Damit war die Konstruktion der Einheitspatrone möglich, die aus einer im Boden mit Zündhütchen versehenen Kupfer- oder Messinghülse, dem Pulverinhalt und dem aufgesetzten Geschoss bestand. Damit war die Konstruktion der Hinterlader möglich geworden.

## Moderne Handfeuerwaffen
Mitte des 19. Jahrhunderts wurde das treffsichere Minié-Geschoss eingeführt. Ab 1848 erhielt die preußische Armee das Zündnadelgewehr, was sich als technischer Vorsprung insbesondere im Krieg von 1866 auswirken sollte. Spätere Entwicklungen führten in den USA zu den Repetiergewehren (Spencer, Henry, Winchester). Schaftmagazin-Gewehre wurden von Mauser und Mannlicher eingeführt. Der Ersatz des Schwarzpulvers durch die neuen, energiereicheren rauchschwachen Pulver ab 1890 ermöglichte höhere Schussweiten und machte den allgemeinen Einsatz der neuen Maschinengewehre durch die geringe Rauchentwicklung erst möglich.
Selbstladegewehre kamen bereits im Ersten Weltkrieg zum Einsatz. Der vollautomatische Gasdrucklader kam mit dem deutschen Maschinenkarabiner als Sturmgewehr 44 (1943) zum Einsatz. Der bekannteste Vertreter dieser Gattung ist das sowjetische Sturmgewehr AK-47 (1947 von Kalaschnikow Konstruktionsbüro entwickelt), das bis heute über 70 Millionen Mal hergestellt wurde. Der amerikanische Vertreter dieser Gattung ist das bereits im Vietnamkrieg verwendete M16. Der weltweit verbreitete deutsche Vertreter dieser Gattung ist das HK G3, ein Rückstoßlader mit Rollenverschluss.
Erste Maschinengewehre, damals noch auf Lafette, wurden von Gatling (1860, handbetrieben) und Maxim (1884, rückstoßbetrieben) eingeführt. Der erste Großeinsatz von Maschinengewehren erfolgte im Ersten Weltkrieg. Maschinengewehre können ihrer Verwendung nach nur bedingt zu den Handfeuerwaffen gezählt werden – ihr Gewicht und die starke Rückstoßwirkung schließen den Einsatz als Handwaffe in der Regel aus. Oft wurden auch zwei Soldaten zur Bedienung eines MGs eingesetzt.
Die Pistole, auch als Faustfeuerwaffe bezeichnet, wurde ursprünglich als Schusswaffe für Reiter entwickelt, erste, meist einschüssige Modelle tauchten um 1510 auf. Der Zwischenschritt einer mehrladigen Faustfeuerwaffe war der Revolver, der als Magazin eine sich drehende Trommel aufweist. Selbstladepistolen mit einem Magazin für Patronenmunition erschienen ab 1893. Bekannte Modelle sind die Pistole 08 und die Waffen von Glock, Carl Walther GmbH, Colt, Browning und Beretta sowie die von Heckler & Koch, sowie die Desert Eagle von Israel Military Industries.
Eine Unterart der Pistolen ist der Revolver. Beim Revolver wird durch eine drehbare Trommel die Patrone dem Lauf vorgeschoben. Bei den Revolvern bestimmte der Lefaucheux-Stiftfeuerrevolver (1845) sowie als Perkussionsrevolver der Colt Paterson Revolver ab 1836, der Colt Walker Mod. 1847 und als Patronenrevolver der Colt Single Action Army („Peacemaker“, 1873) im Kaliber 45 (11,4 mm) die Entwicklung.
Die erste Maschinenpistole wurde 1915 vom Italiener Revelli entwickelt (Villar-Perosa M1915), die erste feldfunktionsfähige war die deutsche Bergmann MP18 des Suhler Konstrukteurs Hugo Schmeisser. Amerikanische Maschinenpistolen erlangten Berühmtheit durch Al Capone mit dem Modell 1928. Die heute verbreitetsten Maschinenpistolen sind die israelische Uzi und die deutsche MP5 von Heckler & Koch.

## Waffenteile – Anbauteile
Waffenteile sind alle Teile einer Waffe, die wesentlich für die Funktion der Waffe sind, um eine Patrone abzufeuern; dazu gehören auch u. a. Wechselsysteme und Einsteckläufe. Der Erwerb von sogenannten wesentlichen Waffenteilen ist in Deutschland nach heutigem Recht erlaubnispflichtig.
Anbauteile dienen bei Sportpistolen häufig zur Verbesserung der Trefferergebnisse. Gummiüberzüge der Griffe verbessern die Führung der Waffe. Zusatzgewichte vermindern durch die höhere Masse der Pistole das Hochschlagen der Waffe durch den Rückstoß. Durch einen Magazintrichter kann das Magazin schneller gewechselt werden.
Primär für Langwaffen kann als Anbauteil ein Zielfernrohr durch eine Brückenmontage oder ein Reflexvisier montiert werden, mit dem ein einfacheres und exakteres Zielerfassen möglich ist. Durch eine untenliegende Picatinny-Schiene kann ein Laserlichtmodul wie ein LLM01 sowohl an Lang- als auch an Kurzwaffen montiert werden.